# Полет 203 на „Галакси Еърлайнс“
Полет 203 на „Галакси Еърлайнс“ е нередовен чартърен полет от международното летище „Рино – Тахо“, Рино, Невада, до международно летище „Минеаполис – Сейнт Пол“, Минеаполис, Минесота, Съединени американски щати, управляван от „Галакси Еърлайнс“. На 21 януари 1985 г. самолетът „Локхийд L-188A Електра“, който изпълнява полета, се разбива след излитане от Рино, след като силни вибрации принуждават пилотите да поискат от кулата разрешение за ляв завой и аварийно кацане. От 71 души на борда първоначално 3-ма оцеляват, но в последствие 2-ма от тях умират. Единственият, който оцелява, е 17-годишно момче, което е изхвърлено от самолета на улица „Южна Вирджиния“.
Националният съвет по безопасност на транспорта заключава, че вероятната причина за инцидента е пилотска грешка, както и неуспехът на наземните оператори да затворят правилно вратата за достъп до въздушно стартиране, което довежда до вибрациите. Слушалките за комуникация с пилотите не работят и се налага подаване на сигнали с ръце по средата на рутината. В объркването надзорникът сигнализира на полета да рулира, преди маркучът за въздушно стартиране да бъде изключен. След като ръководителят осъзнава грешката си, дава знак на екипажа да спре аварийно, но вратата за достъп до въздушно стартиране не е затворена. Докладът заключава, че отворената врата разсейва пилотите и те не увеличават мощността достатъчно бързо, за да предотвратят срива на издигане.
Мемориал, наречен „Галакси Груув“, е осветен в Ранчо „Сан Рафаел“ през 1986 г. След като плочата е открадната през 2013 г., е поставена нова двутонна гранитна плоча.